# Крістес
Крістес (нім. Christes) — громада в Німеччині, розташована в землі Тюрингія. Входить до складу району Шмалькальден-Майнінген. Складова частина об'єднання громад Дольмар-Зальцбрюкке.
Площа — 15,46 км2. Населення становить 540 ос. (станом на 31 грудня 2021).